# Challenger de Samarcanda 2013
El torneo Samarkand Challenger 2013 es un torneo profesional de tenis. Pertenece al ATP Challenger Series 2013. Se disputó su 17.ª edición sobre polvo de ladrillo, en Samarcanda, Uzbekistán entre el 13 y el 19 de mayo de 2013.

## Jugadores participantes del cuadro de individuales

### Cabezas de serie
| País                       | Jugador              | Rank1 | Favorito |
| Bandera de República Checa | Jiří Veselý          | 125   | 1        |
| Bandera de Rusia           | Teimuraz Gabashvili  | 177   | 2        |
| Bandera de Ucrania         | Oleksandr Nedovyesov | 186   | 3        |
| Bandera de Rusia           | Konstantin Kravchuk  | 190   | 4        |
| Bandera de República Checa | Jan Mertl            | 200   | 5        |
| Bandera de España          | Javier Martí         | 211   | 6        |
| Bandera de Uzbekistán      | Farrukh Dustov       | 214   | 7        |
| Bandera de China Taipéi    | Chen Ti              | 216   | 8        |
| -------------------------- | -------------------- | ----- | -------- |

- 1 Se ha tomado en cuenta el ranking del día 6 de mayo de 2013.

### Otros participantes
Los siguientes jugadores recibieron una invitación (wild card), por lo tanto ingresan directamente al cuadro principal:
- Sarvar Ikramov
- Temur Ismailov
- Sergey Shipilov
- Vaja Uzakov

Los siguientes jugadores ingresan al cuadro principal tras disputar el cuadro clasificatorio:
- Sergey Betov
- Alexander Bury
- Alexander Kudryavtsev
- Denys Molchanov

## Jugadores participantes en el cuadro de dobles

### Cabezas de serie
| País                      | Jugador             | País                 | Jugador         | Rank1 | Favorito |
| Bandera de Estados Unidos | James Cerretani     | Bandera de Canadá    | Adil Shamasdin  | 160   | 1        |
| ------------------------- | ------------------- | -------------------- | --------------- | ----- | -------- |
| Bandera de Moldavia       | Radu Albot          | Bandera de Australia | Jordan Kerr     | 498   | 2        |
| Bandera de Rusia          | Teimuraz Gabashvili | Bandera de Ucrania   | Denys Molchanov | 534   | 3        |
| Bandera de Croacia        | Toni Androić        | Bandera de Croacia   | Dino Marcan     | 589   | 4        |

- 1 Se ha tomado en cuenta el ranking del día 6 de mayo de 2013.

### Otros participantes
Los siguientes jugadores recibieron una invitación (wild card), por lo tanto ingresan directamente al cuadro principal:
- Sanjar Fayziev /  Shonigmatjon Shofayziyev
- Sarvar Ikramov /  Vaja Uzakov
- Temur Ismailov /  Sergey Shipilov

## Campeones

### Individual Masculino
- Teimuraz Gabashvili derrotó en la final a  Oleksandr Nedovyesov, 6–3, 6–4

### Dobles Masculino
- Farrukh Dustov /  Oleksandr Nedovyesov derrotaron en la final a   Radu Albot /  Jordan Kerr, 6–1, 7–6(7)

- Datos: Q13218367